# (6678) Seurat
(6678) Seurat est un astéroïde de la ceinture principale.

## Description
(6678) Seurat est un astéroïde de la ceinture principale. Il fut découvert par Cornelis Johannes van Houten, Ingrid van Houten-Groeneveld et Tom Gehrels le 16 octobre 1977 à l'observatoire Palomar. Il présente une orbite caractérisée par un demi-grand axe de 2,7369 UA, une excentricité de 0,0296 et une inclinaison de 10,8551° par rapport à l'écliptique.
Il fut nommé en hommage au peintre français Georges Seurat.

## Compléments